# Lena Christ
Lena Christ (Glonn, 30 ottobre 1881 – Monaco di Baviera, 30 giugno 1920) è stata una scrittrice tedesca bavarese.

## Biografia
Uno dei suoi capolavori è il romanzo Rumpelhanni, pubblicato a Monaco di Baviera nel 1916, tutto ambientato in un ambiente rurale povero e misero.
Ammalata di tubercolosi, Lena Christ si tolse la vita a 38 anni, dopo che il suo ex marito gli avevo dato una bottiglietta di Zyankali.
Dal 2000 il suo busto si trova nella Ruhmeshalle, il Panteon dei celebri bavaresi, costruito dal re Luigi I di Baviera. È stata la prima donna ad essere onorata nella Ruhmeshalle, e viene celebrata come una delle grandi scrittrici di lingua tedesca/bavarese.